# Abano Calcio
Abano Calcio là một câu lạc bộ bóng đá Ý có trụ sở tại Abano Terme, Veneto.

## Lịch sử

### Thành lập
Câu lạc bộ được thành lập vào năm 1950.

### Serie D
Đội đã chơi ở Serie D từ năm 1977 đến 1984 và được thăng hạng một lần nữa trong mùa giải 2013-14.

## Màu sắc và huy hiệu
Màu sắc của đội là đen và xanh lá cây.